# Lonchocarpus malacotrichus
Lonchocarpus malacotrichus är en ärtväxtart som beskrevs av Hermann August Theodor Harms. Lonchocarpus malacotrichus ingår i släktet Lonchocarpus och familjen ärtväxter. Inga underarter finns listade i Catalogue of Life.